# Парад за женское избирательное право
Парад за женское избирательное право (англ. Woman Suffrage Procession) — один из наиболее масштабных маршей протеста за женское избирательное право в Соединённых Штатах Америки. Прошёл 3 марта 1913 года в Вашингтоне на Пенсильвания-авеню и возле Белого дома накануне инаугурации президента Вудро Вильсона, состоявшейся 4 марта 1913 года. Организаторами выступили Элис Пол и Люси Бёрнс из Национальной американской ассоциации за женское избирательное право (NAWSA), созданной 18 февраля 1890 года при слиянии Национальной женской суфражистской ассоциации (NWSA), основанной в 1869 году Сьюзен Энтони и Элизабет Кейди Стэнтон, и Американской женской суфражистской ассоциации (AWSA), основанной в 1869 году Люси Стоун. Парад возглавила Инес Милхолланд, одетая в белый плащ, на белоснежном коне. Участники марша, от 5 до 8 тысяч человек, подверглись нападениям, оскорблениям и плевкам. В параде принимали участие Элизабет Фримен, Джейн Уолкер Берлсон, Элси Хилл,
Ида Крафт и Мэри Риттер Берд. Перед зданием казначейства было показано театрализованное представление с участием немецкой актрисы Хедвиги Рейхер в образе Колумбии. Девятнадцатая поправка к Конституции США, которая вводила женское избирательное право, была принята Конгрессом 18 августа 1920 года.

## Галерея

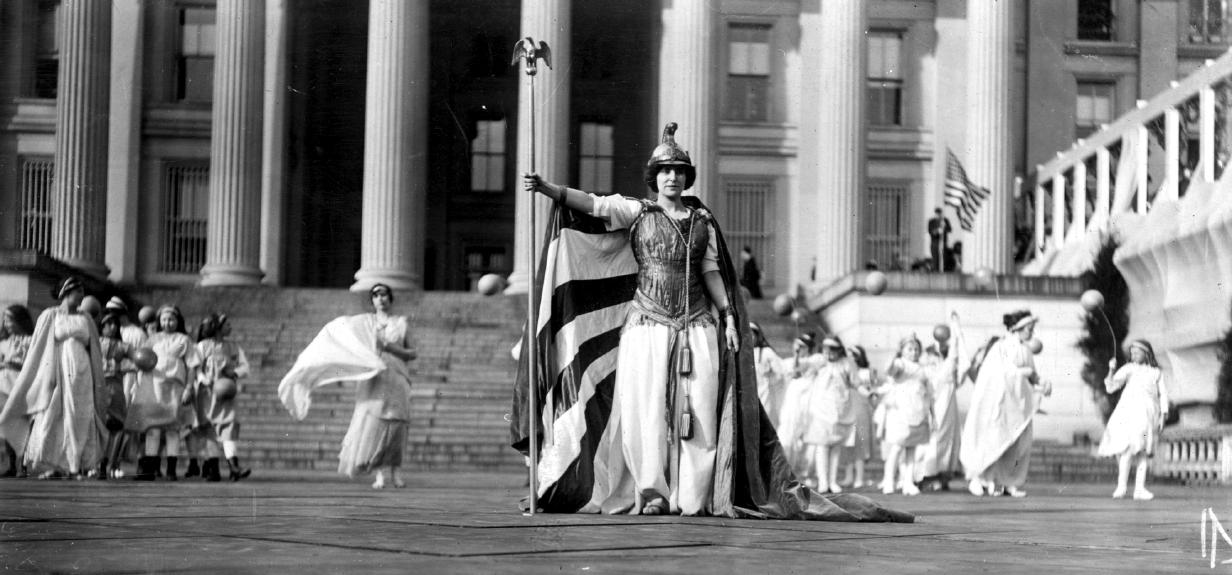
Театрализованное представление с участием немецкой актрисы Хедвиги Рейхер[англ.] в образе Колумбии перед зданием казначейства[англ.]
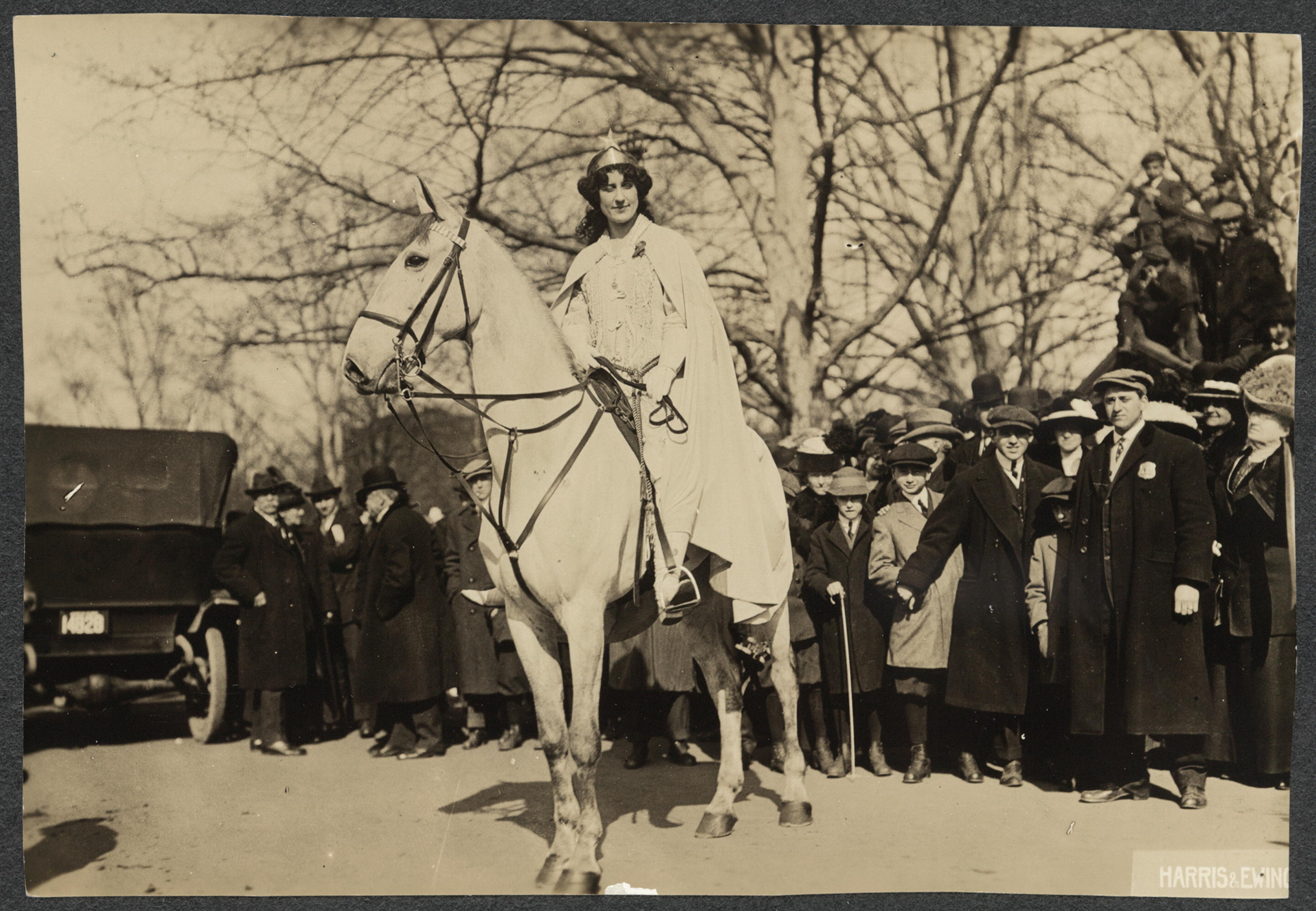
Инес Милхолланд[англ.]
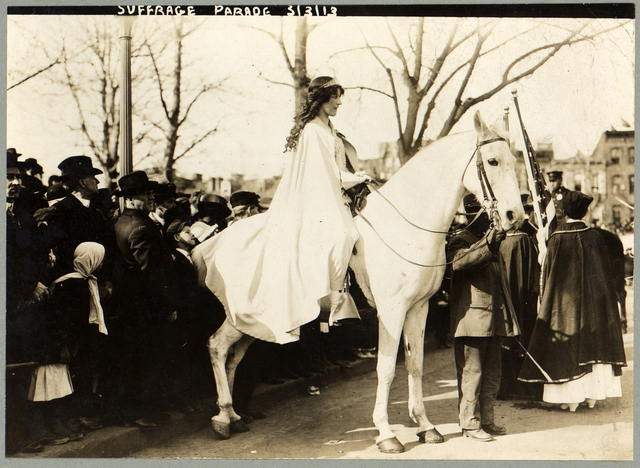
Инес Милхолланд[англ.]
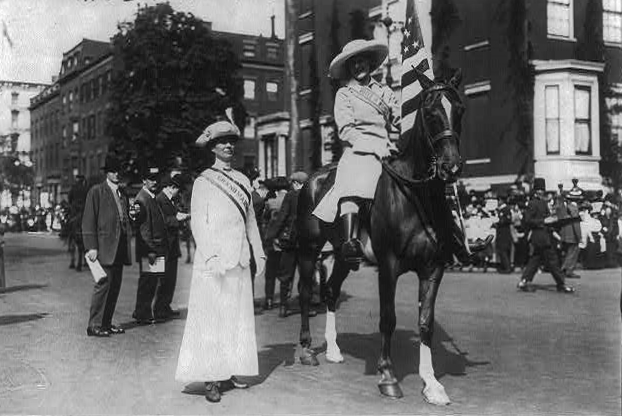
Жозефина Бейдерхасс (Josephine Beiderhasse) и Инес Милхолланд[англ.] на параде в Нью-Йорке, 3 мая 1913 года
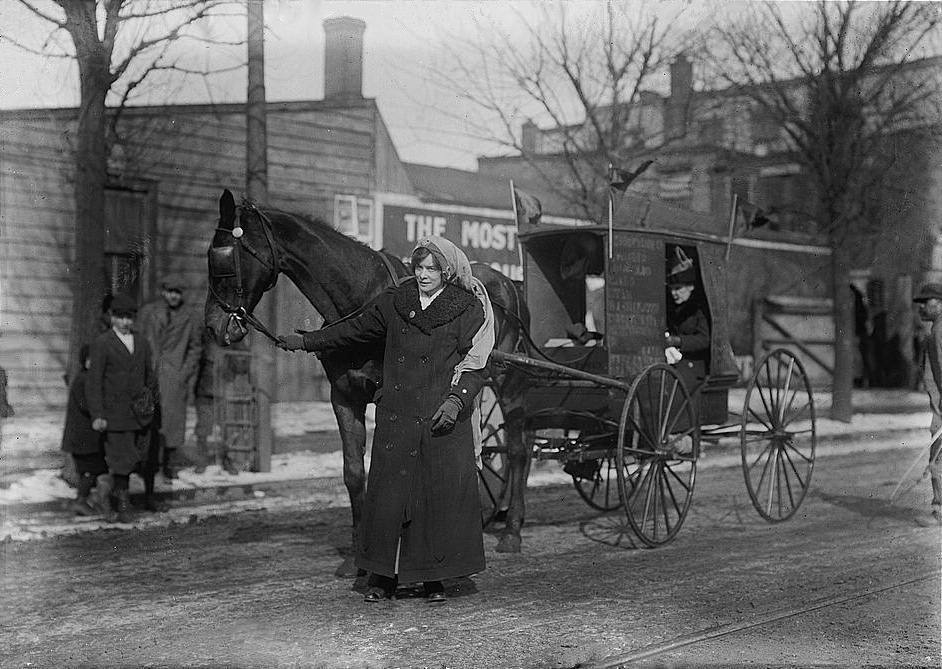
Элизабет Фримен[англ.]
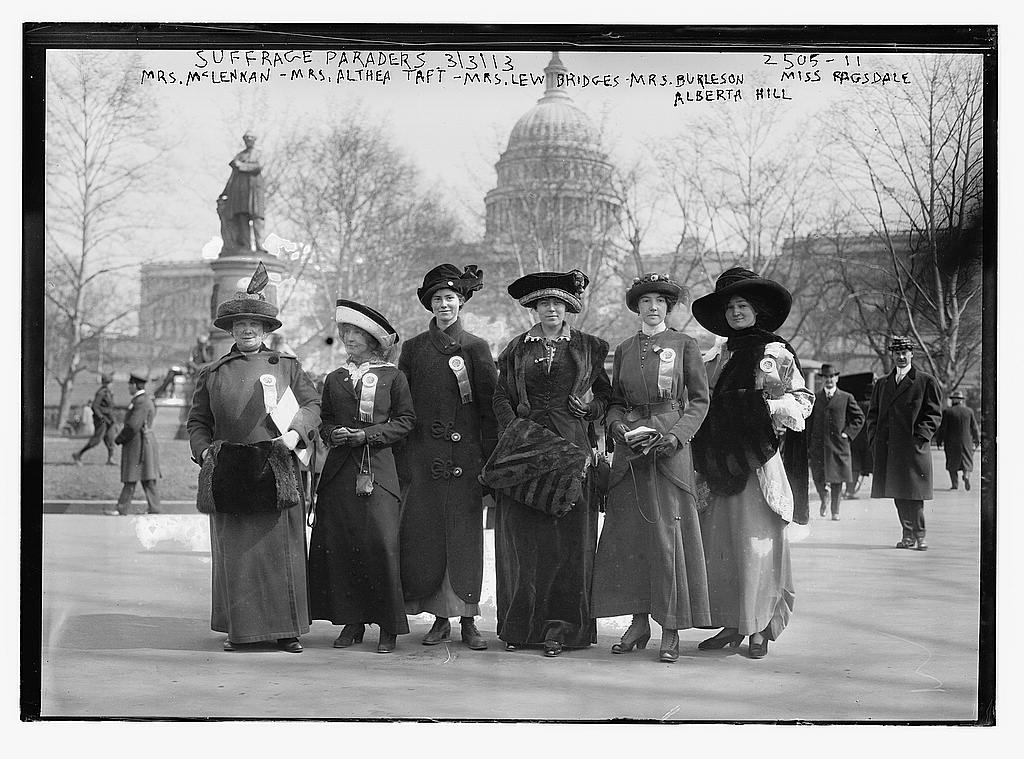
Участницы парада миссис Макленнан, миссис Тафт, миссис Бриджес, Джейн Уолкер Берлсон[англ.], Элси Хилл[англ.] и мисс Регсдейл на фоне Капитолия